# Isotima kamathi
Isotima kamathi är en stekelart som beskrevs av Jonathan 1980. Isotima kamathi ingår i släktet Isotima och familjen brokparasitsteklar. Inga underarter finns listade i Catalogue of Life.